# Elcaribe glabrus
Elcaribe glabrus är en tvåvingeart som beskrevs av Webb 2006. Elcaribe glabrus ingår i släktet Elcaribe och familjen stilettflugor.
Artens utbredningsområde är Dominikanska republiken. Inga underarter finns listade i Catalogue of Life.